# Libelloides tadjicus
Libelloides tadjicus là một loài côn trùng trong họ Ascalaphidae thuộc bộ Neuroptera. Loài này được Luppova miêu tả năm 1973.